# Salach Nizamow
Salach Nizamowicz Nizamow (ros. Салях Низамович Низамов, ur. 1905 we wsi Szatki w guberni kazańskiej, zm. 1975) – przewodniczący Prezydium Rady Najwyższej Tatarskiej ASRR (1952-1959).
Pracował jako robotnik rolny, później fabryczny, 1928-1931 był kierownikiem czytelni i sekretarzem rady wiejskiej w Szatkach, 1931-1935 zarządzający sprawami i pomocnik sekretarza rejonowego komitetu WKP(b) w Tatarskiej ASRR (od 1932 członek WKP(b)), 1935-1937 studiował w Tatarskiej Wyższej Komunistycznej Szkole Rolniczej. Od 1937 do stycznia 1938 instruktor rejonowego komitetu WKP(b) w Tatarskiej ASRR, od stycznia 1938 do 1941 kierownik gabinetu partyjnego i wydziału propagandy i agitacji rejonowego komitetu WKP(b) w Kazaniu, 1941-1946 żołnierz Armii Czerwonej, zastępca dowódcy samodzielnego batalionu ds. politycznych. Od 1946 sekretarz dzierżyńskiego rejonowego komitetu WKP(b) ds. kadr w Kazaniu, potem do sierpnia 1950 II sekretarz, a od sierpnia 1950 do marca 1952 I sekretarz tego komitetu, a od 15 lutego 1952 do 12 marca 1959 przewodniczący Prezydium Rady Najwyższej Tatarskiej ASRR.

## Odznaczenia
- Order Wojny Ojczyźnianej I klasy
- Order Czerwonej Gwiazdy
- Order „Znak Honoru”